# Compendium of Chemical Terminology
El Compendium of Chemical Terminology (Compendi de terminologia química) és un llibre publicat per la IUPAC (International Union of Pure and Applied Chemistry) que conté les definicions acceptades internacionalment dels termes de la química. El treball en la primera edició va ser iniciat per Victor Gold, per això rep el nom informal de Gold Book.
La primera edició va ser publicada l'any 1987 (ISBN 0-63201-765-1) i la segona edició (ISBN 0-86542-684-8), editada per A. D. McNaught i A. Wilkinson, es va publicar el 1997. Una versió lleugerament ampliada d'aquest Gold Book és de lliure accés online. S'ha traduït i publicat en francès, castellà i polonès.